# Влахина
Влахина (болг. Влахина, макед. Влаина) — горный хребет на границе юго-западной части Болгарии и Северной Македонии. Самый высокий пик - Огреяк (также известный как Кадийца) - 1924 метра. Соседние города - Симитли на северо-востоке Болгарии и Пехчево на юго-западе Северной Македонии.